# Paul Grice
Herbert Paul Grice (13 de março de 1913, Birmingham, Inglaterra - 28 de agosto de 1988, em Berkeley, Califórnia), geralmente publicando sob o nome de H. P. Grice, H. Paul Grice, ou Paul Grice, foi um filósofo da linguagem britânico, que passou as duas últimas décadas de sua carreira nos Estados Unidos.

## Biografia
Nascido e criado no Reino Unido, ele foi educado na faculdade de Clifton  e depois na faculdade de Corpus Christi, Oxford. Depois de um breve período no ensino na escola Rossall. Ele voltou para Oxford, onde lecionou até 1967. Naquele ano, ele se mudou para os Estados Unidos para assumir uma cátedra na Universidade da Califórnia em Berkeley, onde lecionou até sua morte em 1988. Em 1979, ele retornou ao Reino Unido  para dar as palestras John Locke sobre os Aspectos da Razão. Foram reimpressos muitos de seus ensaios e documentos em seu livro de despedida Estudos dos Modos das Palavras(1989). Professor Paul Grice foi casado e teve dois filhos. Ele e sua esposa vivia em Berkeley Hills.

## Contribuição filosófica
O trabalho de Paul Grice foi grandemente influenciado por ambos arcos da assim chamada curva linguística da filosofia do século XX. O primeiro arco - a variedade de tentativas de reformulação dos problemas tradicionais da filosofia como problemas de linguagem, incluindo a filosofia da linguagem ordinária, que Grice ajudou a desenvolver. O segundo arco recém-desabrochado foi as tentativas de compreender os fenômenos lingüísticos - inclui semântica filosófica, um campo que o trabalho de Grice continua a definir.
Especialistas, como Ludwig Wittgenstein, G.C.J. Midgley, John Searle, Peter Frederick Strawson, J.L. Austin, etc., geralmente consideram suas abordagens às questões de significado e da lógica e da gramática de conversação como entre os mais valiosos e duradouros na filosofia da linguagem. 
Sua teoria do significado continua a atrair a atenção de filósofos da linguagem por a sua tentativa ambiciosa de reunir algumas de reivindicações de época que, antes de Grice, eram geralmente considerado como sendo mutuamente exclusivas: A visão de Ludwig Wittgenstein de que o significado deve ser indexado à forma como os oradores comuns utilizam uma linguagem e a observação de Gottlob Frege de que tais unidades lingüísticas, como sentenças, possuem características de significado atribuido, ou sentidos, que não são inteiramente determinado pelas convenções de uso. 
Grice entendia que "significado" se refere a dois tipos bem diferentes de fenômenos. Significado natural deve capturar algo semelhante à relação entre causa e efeito, como, por exemplo, aplicado na sentença "As manchas significam sarampo". Este deve ser distinguido, o que Grice chama, de significado não-natural, como presente em "Os três toques no sino (do ônibus) significa que o ônibus está lotado". Outra sugestão subseqüente de Grice é que a noção de significado não-natural deve ser analisada em termos de intenção dos oradores na tentativa de comunicar algo a uma audiência.".